# Rue Félix-Pécaut
La rue Félix-Pécaut est une voie du 17e arrondissement de Paris, en France.

## Situation et accès
Cette rue est une voie privée d'une longueur de 86 m et de 8 m de large. Longeant la partie nord du square des Épinettes, elle dessert le collège Félix-Pécaut et n'est pas ouverte à la circulation automobile.

## Origine du nom

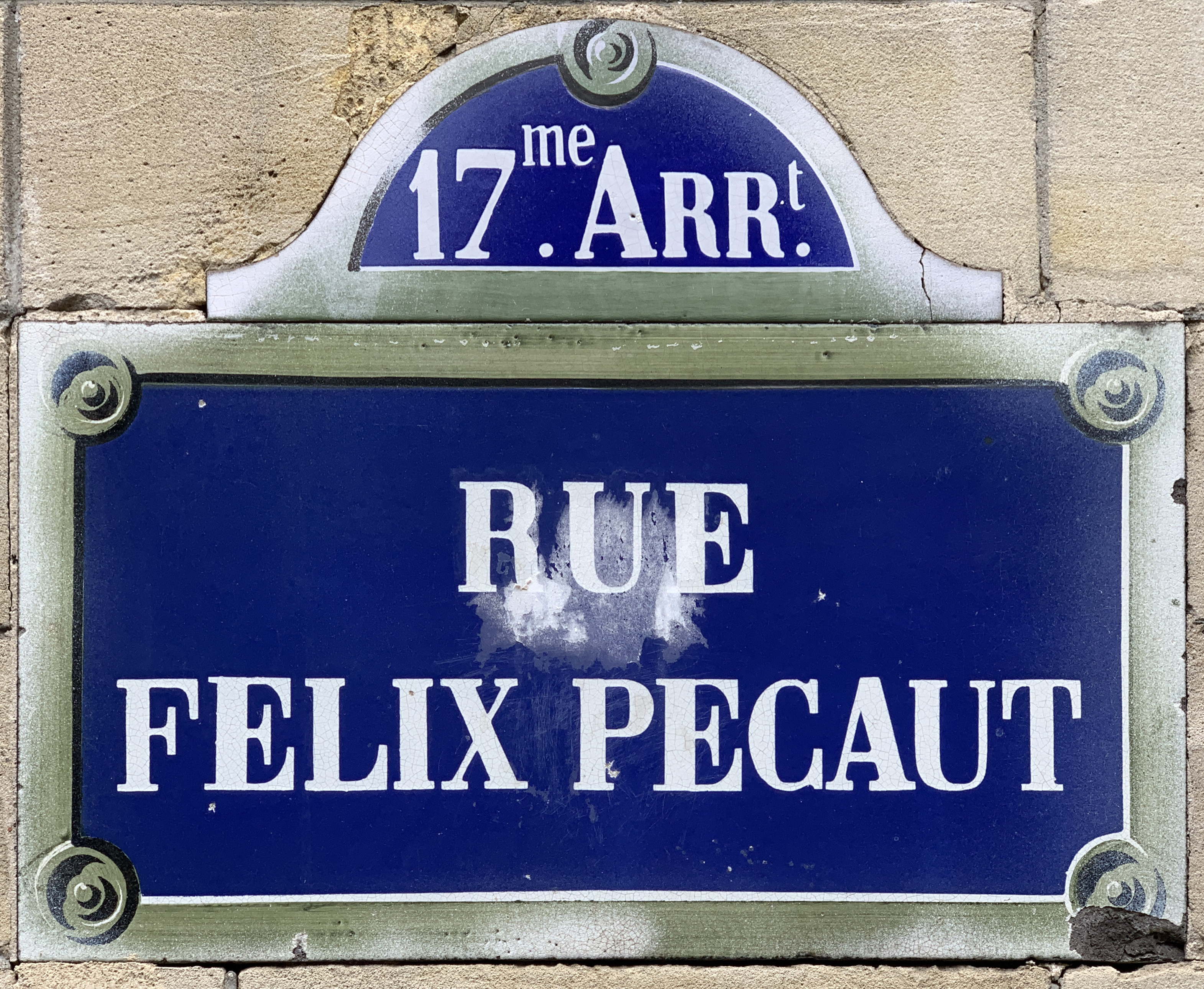
Plaque de la rue.

Cette rue porte le nom du pédagogue, théologien protestant français et inspecteur général de l'Instruction publique, Félix Pécaut (1828-1898).

## Historique
Cette rue, ouverte en 1895 sous le nom de « rue Petiet », servait à cette époque comme rue de pourtour au square des Épinettes. Elle prit son nom actuel en 1905.

## Bâtiments remarquables et lieux de mémoire
La rue est longée, côté nord, par le lycée professionnel Maria-Deraismes, et côté sud, par le square des Épinettes.